# Swan Township (Missouri)
Pour les articles homonymes, voir Swan Township.
Swan Township est un township, situé dans le comté de Taney, dans le Missouri, aux États-Unis,.
Le township est fondé en 1839 et baptisé en référence au cours d'eau Swan Creek (en).

### Source de la traduction
- (en) Cet article est partiellement ou en totalité issu de l’article de Wikipédia en anglais intitulé « Swan Township, Taney County, Missouri » (voir la liste des auteurs).